# Elsterheide
Elsterheide (górnołuż. Halštrowska hola) – miejscowość i gmina w Niemczech, w kraju związkowym Saksonia, w okręgu administracyjnym Drezno, w powiecie Budziszyn, historycznie na Górnych Łużycach.

## Historia
W ramach rugowania słowiańskich nazw przez nazistowskie Niemcy w 1936 wsie Bluno, Nardt, Sabrodt, Tätzschwitz przemianowano na Blunau, Elsterhorst, Wolfsfurt i Vogelhain. W 1938 Niemcy założyli obóz jeniecki w Elsterhorst, w którym w czasie II wojny światowej do października 1940 więziono żołnierzy czeskich i polskich, a następnie głównie oficerów francuskich, lecz także belgijskich, brytyjskich, kanadyjskich i jugosłowiańskich. Po zdobyciu obozu przez Armię Czerwoną mieścił się tu rosyjski obóz jeniecki dla niemieckich żołnierzy, wziętych do niewoli w bitwach o wzgórza Seelow i Berlin.